# To Feel Alive
To Feel Alive ist die zweite Extended Play der kolumbianisch-US-amerikanischen Sängerin Kali Uchis. Sie erschien am 24. April 2020 und wurde von den Labels Virgin EMI und Interscope Records produziert.
Die EP ist das zweite Minialbum nach Por Vida aus dem Jahr 2015. Darüber hinaus ist es das dritte Musikalbum der Sängerin, welches sie seit dem Beginn ihrer Musikkarriere aufgenommen und herausgebracht hat.

## Entstehung
Im Herbst kündigte Uchis via Social Network an, dass sie die Arbeiten an ihrer zweiten Extended Play aufgenommen hat. Zudem gab sie den Titel der EP bekannt und veröffentlichte eine Liste mit der Anzahl der Titel.
Vor der Veröffentlichung von To Feel Alive erschien von der Sängerin ein Video auf der Plattform YouTube, in welchem Ausschnitte von den Demotracks Honey Baby und Angel zu sehen sind. Uchis erklärte, dass sie den Song Angel zuvor in „Pablo Escobar“ benannt hatte. Das Lied wurde jedoch für keine der beiden Extended Plays verwendet; stattdessen wurde das Album vollständig überarbeitet. Im Lied Angel wurde lediglich eine Textzeile geändert.
Den Song I Want War (But I Need War) sang Uchis während ihrer Co-Headlining-Tournee The Kali & Jorja Tour im Jahr 2019 zum ersten Mal gemeinsam mit der Sängerin Jorja Smith.
Die Sängerin arbeitete, wie zuvor an ihrem ersten Studioalbum Isolation, mit einigen bekannten Musikern und Produzenten zusammen, darunter Sounwave, Rogét Chahayed, Vegyn und Aja Grant. Uchis selbst war am Schreiben der Liedtexte für alle vier Tracks beteiligt. Das Lied Angel produzierte sie gemeinsam mit Bunx Dadda; für den Track To Feel Alive übernahm sie allein die Produktion. In einem Interview mit der Zeitschrift Insider verriet die Sängerin, „es habe vielleicht 15 Minuten gedauert, den Titeltrack zu produzieren und die Liedtexte zu schreiben“
Aufgrund der COVID-19-Pandemie konnte Uchis ihr geplantes zweites Studioalbum nicht veröffentlichen; alternativ nahm sie Lieder für die EP in Selbstisolation in ihrem Haus auf.

## Titelliste
| Nr. | Titel                         | Songschreiber                                   | Produzent                           | Laufzeit |
| --- | ----------------------------- | ----------------------------------------------- | ----------------------------------- | -------- |
| 1.  | Honey Baby (Spoiled!)         | Kali Uchis, Aja Grant, Joe Thornalley           | Aja Grant, Vegyn                    | 2:04     |
| 2.  | Angel                         | Kali Uchis, Jason Kirt Simeon Fleming           | Kali Uchis, Bunx Dadda              | 2:23     |
| 3.  | I Want War (But I Need Peace) | Kali Uchis, Mark Anthony Spears, Rogét Chahayed | Mark Anthony Spears, Rogét Chahayed | 2:39     |
| 4.  | To Feel Alive                 | Kali Uchis                                      | Kali Uchis                          | 2:57     |

## Mitwirkende
Folgende Personen trugen zur Entstehung des Albums To Feel Alive bei:
Musik
- Gesang: Kali Uchis

Produktion
- Ausführende Produktion: Austin Jux-Chandler (Track 1)
- Produktion: Aja Grant (Track 1), Bunx Dadda (Track 2), Kali Uchis, (Track 2 & 4) Mark Spears (Track 3), Rogét Chahayed (Track 3), Vegyn (Track 1)
- Abmischung: Austen Jux-Chandler (Track 1,2 & 4), Prash „Engine-Earz“ Mistry (Track 3)
- Mastering: Austen Jux-Chandler (Track 4), Prash „Engine-Earz“ Mistry (Track 1–4)
- Engineering: Austen Jux-Chandler (Track 3), Henry Lunetta (Track 3), Kali Uchis (Track 2 & 4)
- Songwriting: Aja Grant (Track 1), Jason Kirt Simeon Fleming (Track 2), Joe Thornalley (Track 1), Kali Uchis (Track 1–4), Mark Spears (Track 3), Rogét Chahayed (Track 3)

Visuelles
- Artwork, Fotografien: Oh De Laval, Bazza, Alchemy Mastering

## Rezeption

### Rezensionen
Das Minialbum erhielt ausschließlich positive Kritiken. Die Zeitschrift NME vergab vier von insgesamt fünf Sternen. Zudem lobte das Magazin Uchis für ihren Gesang und die Entscheidung, die Demotracks neu aufzunehmen.
‚To Feel Alive’, then, is a fitting encapsulation of the journey so far. With album two delayed due to the ongoing global pandemic – though still slated for release for 2020 – this four-track EP is largely comprised of demos steadily teased over those previous phases. Opening song ‘Honey Baby (SPOILED)’ is a re-worked, remastered version of a previous demo of the same name. Likewise, ‘I Want War (But I Need Peace)’ was first debuted live in her joint tour with British soul singer Jorja Smith last year, with some minor adjustments.
– 'To Feel Alive' ist eine treffende Zusammenfassung der bisherigen Reise. Da sich das zweite Album aufgrund der anhaltenden globalen COVID-19-Pandemie verzögert hat – obwohl die Veröffentlichung noch für das Jahr 2020 geplant ist – besteht diese Vier-Track-EP größtenteils aus Demos, die in diesen vorherigen Phasen ständig schlecht aufgenommen wurden. Der Openingtrack 'Honey Baby (SPOILED)' ist eine überarbeitete, remasterte Version eines früheren Demos mit dem gleichen Namen. Ebenso wurde mit 'I Want War (But I Need Peace)' erstmals live auf ihrer gemeinsamen Tour mit der britischen Soulsängerin Jorja Smith im letzten Jahr mit einigen kleinen Anpassungen debütiert.
– Auszug der Bewertung von der Zeitschrift New Musical Express für To Feel Alive
Der Journalist Charlie Zhang vom Musikmagazin Hypebeast schrieb über To Feel Alive: „Die EP enthält verträumte, von elektrischen Synthesizern durchdrungene Klänge, die den einzigartigen wehmütigen Gesang von Uchis ergänzen.“

### Charts und Chartplatzierungen
| ChartsChartplatzierungen       | Höchstplatzierung | Wochen |
| ------------------------------ | ----------------- | ------ |
| Vereinigte Staaten (Billboard) | 94 (1 Wo.)        | 1      |

## Veröffentlichungen
| Region   | Datum            | Format    | Label                   | Ref.          |
| -------- | ---------------- | --------- | ----------------------- | ------------- |
| Weltweit | 24. April 2020   | Streaming | Virgin EMI • Interscope | [ 13 ] [ 14 ] |
| Weltweit | 24. Oktober 2020 | LP        | Virgin EMI • Interscope | [ 15 ]        |